# 紫色のクオリア
『紫色のクオリア』（むらさきいろのクオリア, QUALIA the purple）は、うえお久光による日本のライトノベル。電撃文庫（アスキー・メディアワークス）より2009年7月に刊行された。「SFが読みたい!」2010年度版では国内篇で10位を獲得している。
メディアミックスとして、「月刊コミック電撃大王」にて綱島志朗によるコミカライズが2011年3月号から2013年10月号まで連載された。

## あらすじ

### 毬井についてのエトセトラ
「人間がロボットに見える」という少女毬井ゆかり。彼女のもとに舞い込んだのは、ある猟奇殺人事件。ゆかりの友人である波濤学も、その事件に巻き込まれていく。

### 1/1,000,000,000のキス
マナブはある日、腕に埋め込まれたケータイを通じて平行世界にいる自分と交信できるようになる。一方、天才少女アリス・フォイルは留学生としてゆかりに接近し、天才を保護する組織「ジョウント」に勧誘するが、思わぬ悲劇が起こる。マナブは平行世界を渡り、無限の試行を行って「ジョウント」に闘いを挑む。ゆかりを取り戻す、ただそれだけのために。

## 登場人物
波濤学（はとう まなぶ）
ボーイッシュな少女で、薙刀をたしなんでいる。愛称は「ガク」。ゆかりによって腕に埋め込まれた携帯電話を通じて平行世界の学と交信することが可能になった。
名前は天条七美、加則智典と合わせ学天則に由来する。
毬井ゆかり（まりい ゆかり）
人間がロボットに見える少女。紫色の瞳をしている。プラモデルが好きで、凄まじいスピードでプラモデルを組み立てていくので、小学生からは尊敬されている。人間がロボットに見えるということを生かして殺人事件の捜査にも協力している。その能力を「ジョウント」が狙っており、これが契機となって悲劇が起こる。
苗字は「メアリーの部屋」に由来する。
アリス・フォイル
「ジョウント」に所属している、留学生としてゆかり達の元へやってきた天才少女。数式が絵に見え、絵を描くことで計算を行う。万物の理論（Theory of Everything）に到達しうるのではないか、と期待されている。プライドが高く、凡人を徹底的に見下している。
ジョウントに所属するまでは、ドラッグと新興宗教に傾倒した母親に虐待されていた。
天条七美（てんじょう ななみ）
過去のある出来事から、ゆかりを蛇蝎の如く嫌う少女。量子力学に精通している。
加則智典（かそく とものり）
ゆかりが密かに思いを寄せている男子（厳密には、彼の持つドリル機能に）。ゆかり曰く、「デザインはリアル系なのに、すごいドリルを持っている」。

## 既刊一覧

### 小説
- うえお久光（著） / 綱島志朗（イラスト） 『紫色のクオリア』 アスキー・メディアワークス〈電撃文庫〉、2009年7月10日初版発行（同日発売[4]）、ISBN 978-4-04-867904-6

### 漫画
- うえお久光（原作） / 綱島志朗（作画） 『紫色のクオリア』 アスキー・メディアワークス〈電撃コミックス〉、全3巻
  1. 2012年2月27日初版発行（同日発売[5]）、ISBN 978-4-04-886412-1
  2. 2012年11月27日初版発行（同日発売[6]）、ISBN 978-4-04-891187-0
  3. 2013年10月26日初版発行（同日発売[7]）、ISBN 978-4-04-866012-9